# 가시마 신궁

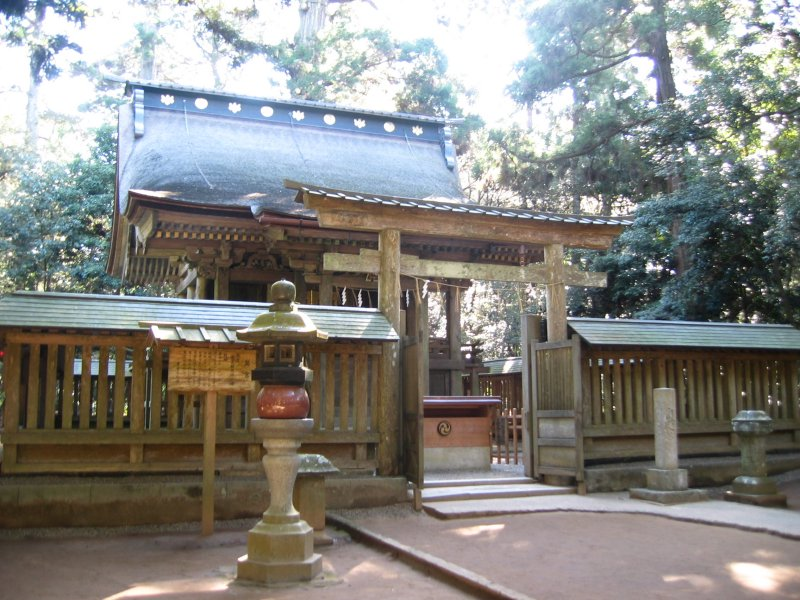
가시마 신궁

가시마 신궁(일본어: 鹿島神宮 가시마진구[*])은 이바라키현 가시마시에 있는 신사이다.
다케미카즈치를 신으로 받들고 있다.

## 같이 보기
- 가시마 앤틀러스
- 신궁 (신토)